# 核力
核力是作用在原子的質子们和中子们之間的力。中子和質子都是原子核中的粒子，幾乎同樣的受到強力的影響。 由于質子的电荷为+1 e，因此它們会经受将其推开的电场力，但在短距离内，有吸引力的強力足以克服电磁力。 強力将核子结合成原子核。

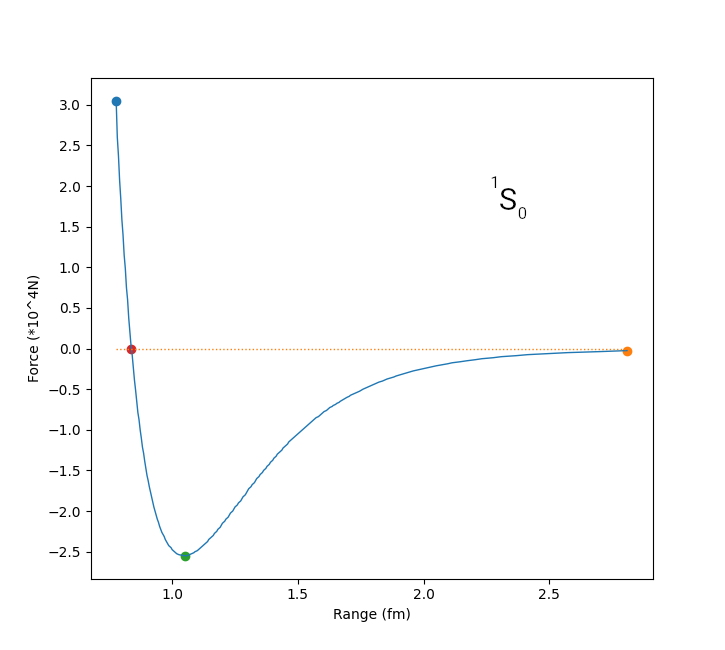
兩個核子之間的力（以 10,000N 為單位）作為距離的函數，由 Reid 勢 (1968) 計算得出。 中子和質子的自旋是對齊的，並且它們處於S角動量狀態。 吸引力（負）力在距離約1 fm 處達到最大值，力約為25000。距離比0.8 fm 近得多的粒子會受到較大的排斥力(正）力。 相隔距離大於 1fm 的粒子仍會被吸引（湯川勢），但力會隨著距離的指數函數而下降。（再向左进入0.001 fm的范围内，将进入夸克之间的强相互作用，夸克会受到极大的约束。）

強力在大约1飞米（fm，10−15米）的距离处的核子之间具有强大的吸引力，但在超过大约2.5 fm的距离时，強力迅速减小至微不足道。 在小于0.7 fm的距离处，強力变为是排斥性的。 这种排斥成分负责原子核的物理尺寸，因为核子之间的距离不会比作用力所允许的距离更近。 相比之下，原子的大小以埃为单位（Å，10-10 m），是大了五个数量级。 然而，強力并不简单，因为它取决于核子自旋，具有张量分量，并且可能取决于核子的相对动量。
核力来源于夸克禁闭内，夸克之间的强相互作用。

## 参阅
- 夸克模型